# Henry Du Mont
Henry de Thier, řečený Du Mont (1610 Looz u Tongeren – 1684 Paříž) byl valonský varhaník a hudební skladatel působící v Paříži.

## Život
Henry se narodil do rodiny Henryho de Thiera staršího a Elisabeth Orban v Loozu, v dnešní Belgii v roce 1610. O tři roky později se rodina přestěhovala do Maastrichtu. Tam se v roce 1621 Henry stal mladým členem chlapeckého kostelního pěveckého sboru při tamní bazilice Panny Marie. Zároveň se mu dostalo hudebního vzdělání a v roce 1630, po jeho dokončení, začal působit jako varhaník. Získal přízvisko Du Mont.
Zejména učitel a hudební skladatel Léonard de Hodémont (1575–1639) podnítil Henryho zájem o italskou hudbu, se kterou jej seznámil, a tato zkušenost Henryho patrně inspirovala v pozdější tvorbě. V roce 1638 dorazil do Paříže a získal místo varhaníka v kostele svatého Pavla.
V roce 1652 získal pozici cembalisty u Filipa, vévody z Anjou, bratra Ludvíka XIV. V roce 1662 se stal královniným cembalistou a následně asistentem Maître de Chapelle Royale.
Ve svém díle se věnoval nejčastěji formám velkého a malého moteta, což byly nejpopulárnější formy duchovní hudby během tzv. Velkého století.
Již roku 1657 vyšlo tiskem velké množství jeho kompozic pod názvem Melanges.
Henry zemřel v Paříži v roce 1684. Roku 1686 vyšel posmrtně soubor motet pod názvem Grand Motets pour la Chapelle Royale.